# Acaulimalva
Acaulimalva es un género con 20 especies de fanerógamas perteneciente a la familia Malvaceae. Es originario de Sudamérica.

## Taxonomía
Fue descrito por Krapov. y publicado en Darwiniana 19(1): 19, en el año 1974. La especie tipo es Acaulimalva engleriana (Ulbr.) Krapov.

## Especies
| - Acaulimalva acaulis - Acaulimalva alismatifolia - Acaulimalva betonicaefolia - Acaulimalva betonicifolia - Acaulimalva crenata - Acaulimalva dryadifolia - Acaulimalva engleriana - Acaulimalva hillii - Acaulimalva nubigena - Acaulimalva oriastrum | - Acaulimalva parnassiifolia - Acaulimalva purdiaei - Acaulimalva purpurea - Acaulimalva rauhii - Acaulimalva rhizantha - Acaulimalva richii - Acaulimalva steinbachii - Acaulimalva stuebelii - Acaulimalva sulphurea - Acaulimalva weberbaueri |